# سیارک ۸۹۱

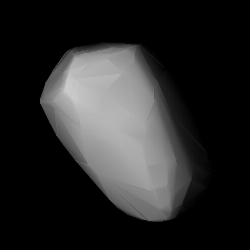
مدل سه‌بُعدی سیارک ۸۹۱ بر طبق منحنی نور آن

سیارک ۸۹۱ (به انگلیسی: 891 Gunhild، نامگذاری:1918DQ) هشتصد و نود و یکمین سیارک کشف شده‌است که در ۱۷ مه ۱۹۱۸ و در هایدلبرگ کشف شد.
قدر مطلق سیارک برابر ۹٫۹۰ است.